# البنك السوداني المصري
البنك السوداني المصري، هو مصرف سوداني يتخذ من الخرطوم مقرا رئيسياً له. يدير المصرف شبكة فروع ووحدات يبلغ عددها (7) منتشرة في جمهورية السودان. بالإضافة إلى مكتب تمثيل بالقاهرة.

## التاريخ
أسس البنك في عام 2005 بموجب قانون الشركات السوداني للعام 1925. البنك السوداني المصري كشركة عامة سودانية مصرية ذات مسؤلية محدودة.

## نشاط البنك
يقوم البنك السوداني المصري من خلال فروعه المنتشرة في كافة أنحاء الجمهورية ويقوم بكافة الأعمال المصرفية والاستثمارية وفق احكام الشريعة الإسلامية ولمزاولة كافة الأعمال المصرفية المحلية والأجنبية مثل دفع المرتبات الشهرية لموظفي الشركات و خدمة سداد الجمارك. البنك مسجل لدى مسجل عام الشركات بالسودان بالرقم ش/23595. و من تلك الاعمال المصرفية المقاصة الالكترونية و فتح الحسابات الشخصية ، و التمويل للشركات ،و غيرها

## المركز الرئيسي
المقر الرئيسي: العمارات شارع 61، الخرطوم غرب محطة النحلة للوقود، السودان.

## الفروع
- الفرع الخاص (فرع الرئاسة - الخرطوم)
- فرع الخرطوم (شارع علي عبد اللطيف، الخرطوم)
- فرع الخرطوم بحري (شارع الإنقاذ، الخرطوم بحري)
- فرع الموردة (شارع الموردة، أم درمان)
- فرع سوق ليبيا (أم درمان)
- فرع بورتسودان (مدينة بورتسودان)
- فرع أوسيف (محلية حلايب، بورتسودان)